# Ліберій (ім'я)
Ліберій (лат. Liberius) — чоловіче особове ім'я.

## Відомі особи
- Папа Ліберій (нар. ? — пом. 24 вересня 366) — тридцять шостий папа Римський з 17 травня 352 по 24 вересня 366 та згідно з Catalogus Liberianus змінив Юлія I.
- Петро Марцеллін Фелікс Ліберій (нар. бл. 465 — пом. бл. 554) — державний та військовий діяч держави Одоакра, Остготського королівства і Візантійської імперії.
- Ліберій Равеннський (пом. бл. 200 р.) — святий, католицький єпископ із Равенни.
- Ліберій Павлович Точилін (нар. 19 січня 1925, Можайськ — пом. 1984) — український радянський графік; член Спілки радянських художників України з 1967 року.

## Дв. також
- Лібер (значення)
- Лібера (значення)
- Ліберія (значення)